# サッカーアメリカ領サモア代表
サッカーアメリカ領サモア代表（サッカーアメリカりょうサモアだいひょう、American Samoa national soccer team）は、アメリカ領サモアサッカー連盟（FFAS）によって編成されるアメリカ領サモアのサッカーのナショナルチームである。ホームスタジアムはパゴパゴにあるベテランズ・メモリアル・スタジアム。

## 概要
人口が少ない上に、アメリカ領ということもあってアメリカンフットボールが圧倒的人気を占めるため、サッカーの実力は世界最弱レベルとして知られる。2001年4月11日のオーストラリア代表との試合では0-31での敗北を喫したが、これは国際Aマッチ史上最大点差の敗戦である。
1994年11月24日に、初のFIFA公式戦となる西サモア戦で敗戦して以来、FIFA公式戦では30戦全敗という結果であったものの、北中米カリブ海サッカー連盟から派遣されたトーマス・ロンゲンによる立て直しにより、31戦目となる2011年11月22日の2014 FIFAワールドカップ・オセアニア予選1次予選でトンガに勝利し、FIFA加盟後の公式戦での初勝利を果たした。しかし1次予選はグループ3位(グループ1位のみ予選通過)で2次予選には進めなかった。この一連の経緯は後に、『ネクスト・ゴール!世界最弱のサッカー代表チーム0対31からの挑戦』というドキュメンタリー映画として記録され、各国の映画祭などで上映された。
2018年大会のFIFAワールドカップ・オセアニア1次予選では、前回予選で勝利したトンガに再び勝利し、クック諸島からも勝利して2勝を挙げたが、サモアに勝ち点で並ぶも得失点差でわずかに1点及ばず2次予選には進めなかった。
FIFAW杯2018年予選終了時点では、上述の2014年大会予選の1勝と2018年大会予選での2勝で、公式戦通算3勝を挙げている。

## FIFAワールドカップの成績
アメリカ領サモアサッカー連盟設立（1984年）以降について記載
- 1986年〜1998年 - 不参加
- 2002年 - 予選敗退
- 2006年 - 予選敗退
- 2010年 - 予選敗退
- 2014年 - 予選敗退
- 2018年 - 予選敗退
- 2022年-  不参加

## OFCネイションズカップの成績
| 開催年 | 結果     | 試合     | 勝利     | 引分     | 敗戦     | 得点     | 失点     |
| ------ | -------- | -------- | -------- | -------- | -------- | -------- | -------- |
| 1973   | 不参加   | 不参加   | 不参加   | 不参加   | 不参加   | 不参加   | 不参加   |
| 1980   | 不参加   | 不参加   | 不参加   | 不参加   | 不参加   | 不参加   | 不参加   |
| 1996   | 予選敗退 | 予選敗退 | 予選敗退 | 予選敗退 | 予選敗退 | 予選敗退 | 予選敗退 |
| 1998   | 予選敗退 | 予選敗退 | 予選敗退 | 予選敗退 | 予選敗退 | 予選敗退 | 予選敗退 |
| 2000   | 予選敗退 | 予選敗退 | 予選敗退 | 予選敗退 | 予選敗退 | 予選敗退 | 予選敗退 |
| 2002   | 予選敗退 | 予選敗退 | 予選敗退 | 予選敗退 | 予選敗退 | 予選敗退 | 予選敗退 |
| 2004   | 予選敗退 | 予選敗退 | 予選敗退 | 予選敗退 | 予選敗退 | 予選敗退 | 予選敗退 |
| 2008   | 予選敗退 | 予選敗退 | 予選敗退 | 予選敗退 | 予選敗退 | 予選敗退 | 予選敗退 |
| 2012   | 予選敗退 | 予選敗退 | 予選敗退 | 予選敗退 | 予選敗退 | 予選敗退 | 予選敗退 |
| 2016   | 予選敗退 | 予選敗退 | 予選敗退 | 予選敗退 | 予選敗退 | 予選敗退 | 予選敗退 |
| 合計   | 0/10     |          |          |          |          |          |          |

## パシフィックゲームズの成績
| 開催年 | 結果               | 試合   | 勝利   | 引分   | 敗戦   | 得点   | 失点   |
| ------ | ------------------ | ------ | ------ | ------ | ------ | ------ | ------ |
| 1963   | 不参加             | 不参加 | 不参加 | 不参加 | 不参加 | 不参加 | 不参加 |
| 1966   | 不参加             | 不参加 | 不参加 | 不参加 | 不参加 | 不参加 | 不参加 |
| 1969   | 不参加             | 不参加 | 不参加 | 不参加 | 不参加 | 不参加 | 不参加 |
| 1971   | 不参加             | 不参加 | 不参加 | 不参加 | 不参加 | 不参加 | 不参加 |
| 1975   | 不参加             | 不参加 | 不参加 | 不参加 | 不参加 | 不参加 | 不参加 |
| 1979   | 不参加             | 不参加 | 不参加 | 不参加 | 不参加 | 不参加 | 不参加 |
| 1983   | グループリーグ敗退 | 3      | 1      | 0      | 2      | 6      | 6      |
| 1987   | 6位                | 4      | 0      | 0      | 4      | 1      | 42     |
| 1991   | 不参加             | 不参加 | 不参加 | 不参加 | 不参加 | 不参加 | 不参加 |
| 1995   | 不参加             | 不参加 | 不参加 | 不参加 | 不参加 | 不参加 | 不参加 |
| 2003   | 不参加             | 不参加 | 不参加 | 不参加 | 不参加 | 不参加 | 不参加 |
| 2007   | グループリーグ敗退 | 4      | 0      | 0      | 4      | 1      | 38     |
| 2011   | グループリーグ敗退 | 5      | 0      | 0      | 5      | 0      | 26     |
| 合計   | 4/13               | 16     | 1      | 0      | 15     | 8      | 112    |

## 歴代監督
- アンソニー・ランキルデ（2001）
- トゥノア・ルイ（2001-2002）
- イアン・クルーク（2004）
- ネイサン・ミーズ（2007）
- イオフィ・ラロガファフア（2011）
- トーマス・ロンゲン（2011）
- ラリー・マナオ（2015-2019）
- トゥノア・ルイ（2019-）

## 歴代代表選手

### GK
- ニッキー・サラプ 2001-2015

### DF
- ジャイヤ・サエルア 2010-2011

### FW
- ラミン・オット 2004-